# Anders Egholm
Anders Høy Egholm (født 15. maj 1983 i Næsbjerg) er en tidligere dansk fodboldspiller, der spiller for SønderjyskE.
Han har tidligere spillet for Vejle Boldklub, Esbjerg fB, Herfølge BK, SønderjyskE, Randers FC og Hobro IK.

## Klubkarriere

### Esbjerg fB
Egholm spillede ungdomsfodbold i vestjyske Næsbjerg RUI og kom senere til Esbjerg fB, hvor han fik sit gennembrud i Superligaen i foråret 2003. Her spillede Egholm 14 kampe for EfB i den bedste række, men i sæsonerne efter var spilletiden mere sparsom og han skiftede til Herfølge Boldklub i sommeren 2005.

### Herfølge Boldklub
Opholdet i den tidligere mesterklub varede halvandet år, så rykkede Egholm tilbage til Jylland og SønderjyskE.

### SønderjyskE
I Haderslev var Egholm med til at rykke op i Superligaen i 2008 og etablere klubben i den bedste danske række. Han forlod klubben ved kontraktens udløb den 31. december 2009.

### Randers FC
Dererfter underskrev han den 6. november 2009 en kontrakt med Randers FC. Han begyndte i Randers FC den 1. januar 2010,.
I det kronjyske var Anders Egholm med i en af vildeste overlevelsesmissioner i dansk fodbolds historie, da Randers FC kom fra en umulig position ved vinterpausen, og på mirakuløs vis sikrede sig overlevelse på bekostning af AGF. Året efter rykkede randrusianerne dog ud og Egholm rykkede op i Superligaen for anden gang i karrieren, da Randers FC vendte tilbage i første forsøg.

### Hobro IK
Kontrakten med Randers FC løb frem til sommeren 2013. Ved kontraktens udløb indgik Egholm en aftale med 1. divisionsklubben Hobro IK.
Her spillede Egholm i tre sæsoner. Oprykningen i 2014, overlevelse i 2015 og nedrykning til 1. division i 2016 var resultaterne med Egholm om bord i den lille klub, der i perioden blev placeret på fodboldlandkortet med flotte resultater.

### Vejle Boldklub
Anders Egholm blev den 30. juni 2016 præsenteret som den første tilgang til spillertruppen i Vejle Boldklub i sommeren 2016. Den dengang 33-årige Egholm underskrev en to-årig kontrakt med VB.
Han debuterede, da VB trådte ind i DBU Pokalen med en udekamp mod Tjæreborg IF på Blue Water Arena i Esbjerg den 16. august. VB vandt 3-1 og Egholm spillede alle 90 minutter. De sidste 15 minutter som anfører, da Kim Elgaard blev udskiftet. Få dage senere debuterede Egholm for VB i Danmarksturneringen, da han blev skiftet ind i den klare 3-0 sejr på udebane mod Næstved.